# جيم كرونين
جيم كرونين (بالإنجليزية: Jim Cronin)‏ هو لاعب كرة قاعدة أمريكي، ولد في 7 أغسطس 1905 في ريتشموند في الولايات المتحدة، وتوفي في 10 يونيو 1983 في كونكورد في الولايات المتحدة.

## وصلات خارجية
- جيم كرونين على موقعبيزبول رفرنس.كوم (الدوري الرئيسي) (الإنجليزية)
- جيم كرونين على موقعبيزبول رفرنس.كوم (الدوري الثانوي) (الإنجليزية)